# 12월 30일
12월 30일은 그레고리력으로 364번째(윤년일 경우 365번째) 날에 해당한다.

## 사건
- 1066년 - 스페인 그라나다에서 무슬림 군중이 와지르(재상)인 Joseph ibn Naghrela를 포함하여 수많은 유대인을 학살하였다.
- 1853년 - 개즈던 구입: 미국이 멕시코로부터 영토를 구입하다.
- 1895년 - 김홍집 내각, 단발령 공포.
- 1922년 - 제1차 소비에트 대회가 소련 수립 조약을 통해 소련이 수립되었음을 선포했다.
- 1965년 - 페르디난드 마르코스가 필리핀의 대통령이 되었다.
- 1997년 - 대한민국에서 사형수 23명의 사형이 집행되었다.
- 2006년 - 이라크의 전직 대통령 사담 후세인의 사형이 집행되었다.
- 2011년 - 남태평양의 섬나라 사모아와 토켈라우가 표준시간을 변경, 2011년 12월 29일에서 하루(30일)를 건너뛰고(skipped) 31일로 넘어가다. 세계에서 가장 늦게 해가 지는 나라에서 가장 빨리 해가 뜨는 나라가 되었다.
- 2013년 - 여당과 야당, 노조가 국회의 철도발전소위원회를 구성하고 철도파업에 철회하는 내용의 합의문에 사인하였다.
- 2014년 - 감비아에서 군인 출신 무장세력이 쿠데타를 시도를 하였다.

## 문화
- 1927년 - 아시아에서 가장 오래된 지하철 노선인 도쿄 지하철의 긴자 선 개통.
- 1993년 - 대한민국의 힙합듀오 듀스(DEUX), 《듀시즘(DEUXISM)》 발매.
- 1996년 - 서울 지하철 5호선 여의도역 ~ 왕십리역 구간 개통.
- 2000년 - 중화인민공화국 항저우 샤오산 국제공항 개항.
- 2003년 - 대구 지하철 화재 참사로 전소된 대구 도시철도 1호선 중앙로역 재건.
- 2007년 - 만화 '노블레스', 네이버 웹툰에서 연재 시작.
- 2008년 - 대전광역시의 시내버스 노선 전면 개편.
- 2013년 - 교황 프란치스코, 유경촌(티모테오) 신부와 정순택(베드로) 신부를 천주교 서울대교구 보좌 주교에 임명.
- 2016년 - 부산권 전철 동해선 부전역 ~ 일광역 8구간 개통.

## 탄생
- 39년 - 로마 제국의 제10대 황제 티투스. (~81년)
- 1607년 - 조선 후기의 문신, 철학자 송시열. (~1689년)
- 1865년 - 영국의 소설가, 시인 러디어드 키플링. (~1936년)
- 1879년 - 인도의 철학가 라마나 마하르시. (~1950년)
- 1880년 - 독일의 음악학자 알프레드 아인슈타인. (~1952년)
- 1884년 - 일본의 군인, 정치가 도조 히데키. (~1948년)
- 1891년 - 대한민국의 독립운동가 안재홍. (~1965년)
- 1905년
  - 대한민국의 정치인 최영두. (~1996년)
  - 일본의 영화 감독, 각본가, 배우 이나가키 히로시. (~1980년)
- 1912년 - 대한민국의 정치인 양일동. (~1980년)
- 1917년
  - 대한민국의 시인 윤동주. (~1945년)
  - 일제 강점기의 조선귀족 이장훈. (~1993년)
- 1920년
  - 대한민국의 정치인 민경식. (~2000년)
  - 대한민국의 작가 이범선. (~1982년)
- 1925년 - 대한민국의 정치인 오중열. (~1988년)
- 1930년 - 대한민국의 학자 정의숙.
- 1931년 - 미국의 가수 스키터 데이비스. (~2004년)
- 1935년
  - 미국의 야구 선수 샌디 쿠팩스.
  - 가봉의 최장 집권 대통령 오마르 봉고. (~2009년)
- 1937년 - 영국의 축구 선수 고든 뱅크스. (~2019년)
- 1939년
  - 대한민국의 영화 각본가 이희우. (~2019년)
  - 대한민국의 물리학자 정근모.
- 1942년
  - 미국의 영화배우 프레드 워드. (~2022년)
  - 미국의 음악가, 가수, 소설가, 각본가, 영화배우 마이클 네스미스. (~2021년)
- 1943년 - 캐나다의 사격 선수 린다 톰.
- 1945년
  - 대한민국의 법학자 이기수.
  - 대한민국의 정치인 강숙자.
  - 미국의 영화감독, 제작자 로이드 코프먼.
  - 영국의 가수, 배우 데이비 존스. (~2012년)
- 1946년
  - 독일의 전직 축구 선수 출신의, 현직 축구 감독 베르티 포크츠.
  - 미국의 가수 패티 스미스.
- 1947년 - 대한민국의 교수, 강사인 이필상.
- 1949년 - 미국의 댄서, 안무가, 컨템퍼러리 댄스의 선구자 윌리엄 포사이스.
- 1955년 - 대한민국의 배우 김해숙.
- 1957년
  - 대한민국의 축구 심판 김영주.
  - 바누아투의 정치인 사토 킬만.
- 1958년 - 포르투갈의 영화 감독 페드루 코스타.
- 1959년 - 잉글랜드의 희극인, 배우, 가수 트레이시 울먼.
- 1961년 - 캐나다의 육상 선수 벤 존슨.
- 1963년 - 미국의 정치인 마이크 폼페이오.
- 1964년 - 대한민국의 배우 윤다훈.
- 1966년 - 대한민국의 가수 왕소연.
- 1967년 - 대한민국의 기업인 안정준.
- 1968년 - 대한민국의 의원 이종호.
- 1969년
  - 에스토니아의 대통령 케르스티 칼률라이드.
  - 사우디아라비아의 기업인 알리 알 파라지.
  - 잉글랜드의 가수 제이 케이.
- 1970년 - 대한민국의 기업인 이윤정.
- 1971년 - 미국의 배우, 희극인 C. S. 리.
- 1972년 - 대한민국의 법조인 이정엽.
- 1973년 - 대한민국의 배우 최창준.
- 1974년 - 대한민국의 태생 미국 입양인 출신 화제인물 필립 클레이. (~2017년)
- 1975년
  - 오스트레일리아의 축구 선수 스콧 치퍼필드.
  - 대한민국의 야구 선수 신경현.
  - 미국의 골프 선수 타이거 우즈.
- 1976년
  - 일본의 전 축구 선수 이토 다쿠야.
  - 대한민국의 작가 최정안.
- 1977년
  - 대한민국의 미술가 성희승.
  - 세르비아의 전 축구 선수 사샤 일리치.
- 1978년
  - 미국의 가수, 배우 타이리스 깁슨.
  - 카밀라.
- 1979년
  - 앙골라의 축구 선수 플라비우 아마두.
  - 미국의 힙합 가수 옐라울프.
- 1981년
  - 대한민국의 배우 오지은.
  - 대한민국의 가수 케이윌.
- 1982년
  - 대한민국의 음악가, 래퍼 쿤타.
  - 대한민국의 드러머 류명훈.
- 1983년
  - 대한민국의 성우 신경선.
  - 대한민국의 싱어송라이터 나인.
  - 미국의 기업인, 프로그래머, 인스타그램 공동 창업자 케빈 시스트롬.
- 1984년
  - 미국의 농구 선수 르브론 제임스.
  - 미국의 가수, 배우 앤드라 데이.
- 1985년 - 대한민국의 성우 이창민.
- 1986년 - 영국의 가수 엘리 골딩.
- 1987년
  - 대한민국의 쌍둥이 배우 한기원, 한기웅.
  - 대한민국의 배우 전성우.
- 1988년 - 대한민국의 배우 이왕수.
- 1989년
  - 대한민국의 야구 선수 김태군.
  - 미국의 스케이트 선수, 배우 라이언 셰클러.
- 1990년
  - 대한민국의 야구 선수 권희동.
  - 대한민국의 뮤지컬 배우 서예림.
  - 대한민국의 배우 윤보라.
- 1991년 - 대한민국의 전 아나운서, 앵커 김지현.
- 1992년
  - 대한민국의 가수 유나 (AOA).
  - 네덜란드의 축구 선수 데시레이 판 륀테런.
- 1993년 - 독일의 축구 선수 루카스 레더.
- 1994년 - 대한민국의 배우 안현호.
- 1995년
  - 대한민국의 가수 뷔 (방탄소년단).
  - 대한민국의 가수 조슈아 (세븐틴).
  - 대한민국의 축구 선수 김지안.
- 1996년
  - 대한민국의 리그 오브 레전드 프로게이머 도인비.
  - 중국의 배우, 가수 쟝쩐위.
- 1997년 - 대한민국의 모델 김나연.
- 1998년 - 일본의 가수 우에무라 아카리.
- 1999년 - 프랑스의 축구 선수 장클레르 토디보.
- 2000년 - 일본의 아이돌 쿠리야마 리나.
- 2001년 - 대한민국의 가수 J.na.
- 2002년 - 대한민국의 탁구 선수 이다은.
- 2006년
  - 중화인민공화국계 한국인 가수 린.
  - 프랑스 태생 알제리의 체조 선수 켈리아 느무르.
  - 이탈리아의 체조 선수 알리체 다마토.

## 사망
- 274년 - 제26대 로마의 교황 교황 펠릭스 1세. (?~)
- 1896년 - 필리핀의 독립 운동가 호세 리살. (1861년~)
- 1945년 - 대한민국의 독립운동가이자 동아일보의 사장 송진우. (1890년~)
- 1947년
  - 영국의 철학자 앨프리드 노스 화이트헤드. (1861년~)
  - 네덜란드의 화가 한 판 메이헤런. (1889년~)
- 1968년
  - 소련의 군인 키릴 메레츠코프. (1897년~)
  - 제1대 유엔 사무총장, 노르웨이의 정치인 트뤼그베 리. (1896년~)
- 1993년
  - 일제강점기 태생 대한민국의 정치인 권성기. (1908년~)
  - 키르기스스탕의 영화 배우 바켄 키디케예바. (1923년~)
- 1997년
  - 일본의 소설가 호시 신이치. (1926년~)
  - 대한민국의 범죄자 김용제. (1970년~)
- 2003년 - 홍콩의 가수, 영화배우 매염방. (1963년~)
- 2004년 - 일본의 바둑 기사 가토 마사오. (1947년~)
- 2006년 - 이라크의 대통령, 군인 사담 후세인. (1937년~)
- 2011년
  - 대한민국의 정치인 김근태. (1947년~)
  - 영국의 교육철학가 리처드 스탠리 피터스. (1919년~)
- 2012년
  - 대한민국의 만화가 김원빈. (1935년~)
  - 대한민국의 박사, 저술가 황수관. (1945년~)
- 2018년 - 미국의 심리학자 주디스 리치 해리스. (1938년~)
- 2019년 - 미국의 산업디자이너 시드 미드. (1933년~)
- 2020년
  - 미국의 영화배우 돈 웰스. (1938년~)
  - 미국의 영화배우, 안무가, 무용가 아돌포 퀴노네스. (1955년~)
- 2021년 - 대한민국의 시인 신기선. (1932년~)
- 2022년 - 미국의 언론인 바버라 월터스. (1929년~)
- 2023년
  - 일본의 가수 야시로 아키. (1971년~)
  - 잉글랜드의 영화배우 톰 윌킨슨. (1948년~)
- 2024년
  - 대한민국의 고위정치인, 제15대 국회의장 김수한. (1928년~)
  - 페루의 축구인 우고 소틸. (1949년~)
  - 스코틀랜드의 화학자 프레이저 스토더트. (1942년~)

## 기념일
- 리잘 기념일: 스페인 정부에 의해 처형된 필리핀의 독립운동가 호세 리살 박사를 기리는 날, 필리핀

## 같이 보기
- 전날: 12월 29일 다음날: 12월 31일 - 전달: 11월 30일 다음달: 1월 30일
- 음력: 12월 30일
- 모두 보기